# У серці моря
«У серці моря» (англ. In the Heart of the Sea) — американська історична пригодницька кінодрама режисера і продюсера Рона Говарда, що вийшла на екрани 2015 року, створена на основі біографічного роману «В серці моря: Трагедія китобійного судна „Ессекс“» (англ. In the Heart of the Sea: The Tragedy of the Whaleship Essex) Натаніеля Філбріка, удостоєного у 2000 році Національної книжкової премії США — (англ. National Book Award) про затоплення американського китобійного судна «Ессекс» у 1820 році, що частково надихнула Германа Мелвілла на створення роману «Мобі-Дік» 1851 року.

У головних ролях Кріс Гемсворт, Бенджамін Вокер, Кілліан Мерфі. 
Вперше фільм продемонстрували 3 грудня 2015 року у низці країн та в Україні.

## Сюжет
Взимку 1820 року американське китобійне судно «Ессекс» було протаранене кашалотом, корабель сильно пошкоджений, а екіпаж за тисячі кілометрів від суші намагається будь-що вижити. Після катастрофи залишається три шлюпки. Для того щоб залишитися живими моряки вдаються навіть до канібалізму.

## Творці фільму

### Знімальна група
- Кінорежисер — Рон Говард,
- Сценарист — Чарльз Левітт,
- Кінопродюсери — Рон Говард, Браян Ґрейзер, Джо Рот, Вілл Ворд і Паула Вайнштейн,
- Виконавчі продюсери — Девід Берґштайн, Брюс Берман, Сара Бредшоу і Палак Патель,
- Композитор: Роке Баньос,
- Кінооператор — Ентоні Дод Ментл,
- Кіномонтаж: Даніель П. Генлі і Майк Гілл.
- Підбір акторів — Ніна Ґолд,
- Художник-постановник: Марк Тілдеслі,
- Артдиректори: Ніл Келлоу, Дін Клеґґ, Нік Ґотшальк, Крістіан Габенд, Найл Мороні,
- Художник по костюмах — Джуліан Дей[9].

### У ролях
| Актор           | Роль                                         |
| --------------- | -------------------------------------------- |
| Кріс Гемсворт   | Овен Чейз, старший помічник капітана корабля |
| Бенджамін Вокер | Джордж Поллард-молодший, капітан корабля     |
| Кілліан Мерфі   | Метью Джой, другий помічник капітана корабля |
| Том Голланд     | Томас Нікерсон, 14-річний юнга на кораблі    |
| Брендан Глісон  | старий Томас Нікерсон                        |
| Бен Вішоу       | Герман Мелвілл, письменник                   |
| Мішель Фейрлі   | місіс Нікерсон                               |
| Френк Діллейн   | Овен Коффін, юний матрос                     |
| Шарлотта Райлі  | Пеггі Чейз                                   |
| Дональд Самптер | Пол Мейсі                                    |
| Джеймі Сівес    | Айзек Коул                                   |
| Джозеф Моул     | Бенджамін Лоуренс                            |
| Пол Андерсон    | Калеб Чаппел                                 |

## Створення фільму
Знімання фільму розпочали 10 вересня 2013 року У Великій Британії на студії Warner Brothers у Лівсдені, графство Гартфордшир.

## Сприйняття

### Оцінки
Станом на 23 листопада 2015 року рейтинг очікування фільму на сайті Rotten Tomatoes становив 98 %.
Фільм отримав змішані відгуки: Rotten Tomatoes дав оцінку 43 % на основі 174 відгуків від критиків (середня оцінка 5,5/10) і 61 % від глядачів зі середньою оцінкою 3,5/5 (33 211 голосів). Загалом на сайті фільми має змішаний рейтинг, фільму зарахований «гнилий помідор» від кінокритиків, проте «попкорн» від глядачів, Internet Movie Database — 7,1/10 (16 572 голоси), Metacritic — 47/100 (45 відгуків критиків) і 6,9/10 від глядачів (64 голоси). Загалом на цьому ресурсі від критиків фільм отримав змішані відгуки, а від глядачів — позитивні.

### Касові збори
Під час показу у США, що розпочався 11 грудня 2015 року, протягом першого тижня фільм показали у 3 103 кінотеатрах і він зібрав 11 053 366 $, що на той час дозволило йому зайняти 2 місце серед усіх прем'єр. Станом на 25 грудня 2015 року показ фільму триває 15 днів (2,1 тижня), зібравши за цей час у прокаті у США 21 655 171 доларів США, а у решті світу 49 400 000$ (за іншими даними 49 600 000 $), тобто загалом 71 055 171 доларів США (за іншими даними 71 255 171$) при бюджеті 100 млн доларів США.

### Виноски
1. ↑  У серці моря. Kinomania, Inc. Архів оригіналу за 23 листопада 2015. Процитовано 23 листопада 2015. [Архівовано 2015-11-23 у Wayback Machine.]
2. 1 2  In the Heart of the Sea: Release Info (англ.). Internet Movie Database. Процитовано 23 листопада 2015.
3. 1 2  У серці моря. Kino-teatr.ua. Процитовано 23 листопада 2015.
4. 1 2  Anthony D'Alessandro (8 грудня 2015). ‘In The Heart Of The Sea’ In Danger Of Getting Beached At Domestic B.O. (англ.). deadline.com. Процитовано 27 грудня 2015.
5. 1 2 3 4  In the Heart of the Sea (англ.). Box Office Mojo. Процитовано 27 грудня 2015.
6. 1 2 3 4  In the Heart of the Sea (2015) (англ.). The Numbers. Процитовано 27 грудня 2015.
7. 1 2  In the Heart of the Sea (англ.). Internet Movie Database. Процитовано 27 грудня 2015.
8. ↑  In the Heart of the Sea (2015) (англ.). Allmovie. Процитовано 23 листопада 2015.
9. 1 2  In the Heart of the Sea: Full Cast & Crew (англ.). Internet Movie Database. Процитовано 23 листопада 2015.
10. ↑  Silas Lesnick (23 вересня 2013). Production Begins on Ron Howard’s Heart of the Sea (англ.). Comingsoon.net. Процитовано 23 листопада 2015.
11. ↑  In the Heart of the Sea (англ.). Rotten Tomatoes. Процитовано 27 грудня 2015.
12. ↑  In the Heart of the Sea (англ.). Metacritic. Процитовано 27 грудня 2015.